# Pete Rose
Pour les articles homonymes, voir Rose.
Peter Edward Rose, Sr., né le 14 avril 1941 à Cincinnati dans l'Ohio et mort le 30 septembre 2024 à Las Vegas au Nevada, est un joueur de baseball américain.  
Surnommé Charlie Hustle en raison de son intensité au jeu, il a évolué dans les Ligues majeures de baseball de 1963 à 1986, disputant 19 saisons avec les Reds de Cincinnati, 5 avec les Phillies de Philadelphie et une avec les Expos de Montréal. Meilleur frappeur de coups sûrs de l'histoire du baseball professionnel avec un total de 4 256, Pete Rose est exclu à vie du baseball majeur en 1989 pour avoir parié sur des matchs. Son admissibilité au Temple de la renommée du baseball a été rejetée à la suite de ce scandale. En 2016, Les Reds de Cincinnati ont toutefois honoré sa contribution à l'organisation en l'introduisant au Cincinnati Reds Hall of Fame and Museum et en retirant son numéro (14).   
Nommé recrue de l'année de la Ligue nationale au terme de sa première saison en 1963, Pete Rose a remporté trois Séries mondiales, trois championnats des frappeurs, le titre de joueur par excellence de la Ligue nationale en 1973, deux Gants dorés, un Bâton d'argent (Silver Slugger), en plus d'être sélectionné à 17 reprises pour le match des Étoiles dans un record de cinq positions différentes (champ gauche, champ droit, premier, deuxième et troisième but).
Pete Rose fut gérant des Reds de Cincinnati de 1984 à 1989. Sa carrière prend fin en 1989 par un scandale lorsqu'il est banni à vie du baseball majeur pour avoir parié sur des matchs. Rose a nié ce fait jusqu'en 2004, année où il a admis avoir parié sur des parties des Reds, mais jamais contre l'équipe et seulement lorsqu'il dirigeait l'équipe. Des documents découverts et publiés par ESPN en 2015 ont prouvé que Rose continuait de cacher partiellement la vérité et avait bien parié sur des matchs durant sa carrière de joueur. Le commissaire du baseball Rob Manfred maintient en décembre 2015 l'exclusion à vie de Pete Rose prononcée en 1989 par l'un de ses prédécesseurs, Bartlett Giamatti.

### Débuts à Cincinnati

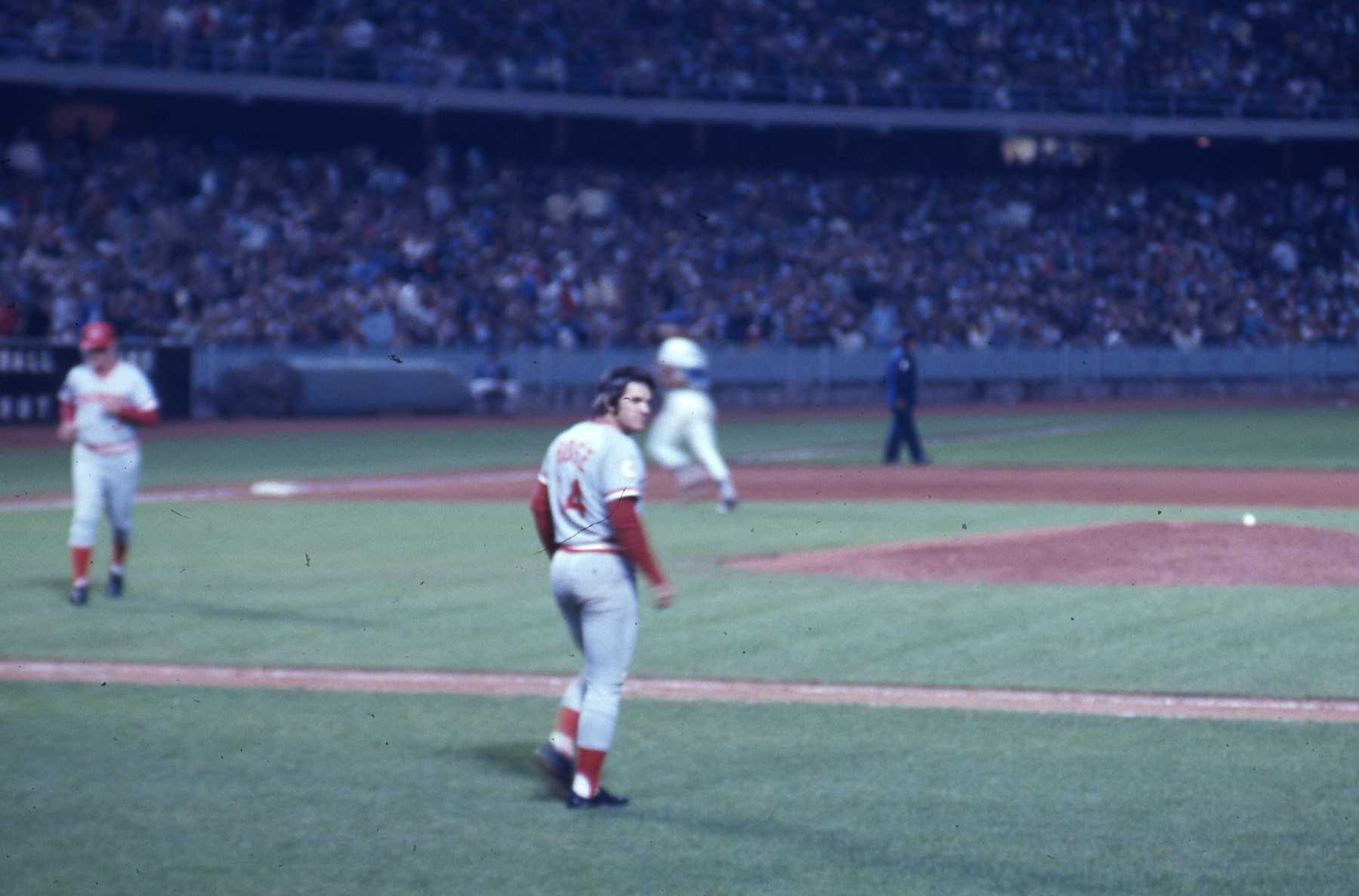
Pete Rose avec les Reds de Cincinnati dans les années 1970.

## Carrière comme joueur

### Match des Étoiles 1970
Lors du Match des Étoiles du baseball majeur, le 14 juillet 1970, présenté à Cincinnati dans le tout nouveau Stade Riverfront (inauguré deux semaines plus tôt), devant ses partisans, Pete Rose est impliqué dans un des plus célèbres incidents de l'histoire de cette classique amicale. Le match va en prolongation, et en 12e manche, Rose est au deuxième coussin lorsque Jim Hackman, des Cubs de Chicago, frappe un coup sûr au champ centre. Rose fonce vers le marbre pour marquer le point victorieux, défiant le bras du voltigeur Amon Otis. Le jeu est appelé à être serré : Pete Rose entre en violente collision avec le receveur de l'équipe de la Ligue américaine, Ray Fosse des Indians de Cleveland. La Ligue nationale remporte le match, mais en revanche Fosse quitte avec une épaule disloquée. Le receveur des Indians de Cleveland ne récupérera jamais vraiment de cette blessure, et plusieurs années après l'incident il demeure critique quant à la manière d'agir de Rose, qui a fait preuve d'une agressivité qu'il n'est pas de bon ton de démontrer lors d'une partie d'étoiles.

### The Big Red Machine 1970-1978
Durant les années 70, les Reds de Cincinnati remportent 6 titres de division de la Ligue nationale et 2 titres de la Série mondiale, se méritant le surnom de the Big Red Machine. Pete Rose joue un rôle important dans un alignement comprenant Johnny Bench, Joe Morgan, Tony Pérez ainsi que Ken Greffey Sr. et qui est considéré comme l'une des meilleurs de l'histoire du baseball. 
Lors de la saison 1973, Rose affiche un total de 230 coups sûrs et une moyenne au bâton de .338, alors qu'il remporte le titre de joueur par excellence. Pendant les séries éliminatoires, sa moyenne bâton monte à .381, mais les Reds se font néanmoins éliminer par les Mets de New York, à 3 victoires contre 2. Lors du troisième match de la série, Rose glisse au deuxième pour tenter de faire échouer un double-jeu. Son geste provoque une mêlée générale entre les deux équipes ainsi que la colère des fans new-yorkais qui bombardent le terrain de déchets. Le gérant des Mets, Yogi Berra, aidé de quelques-uns de ses joueurs, doivent calmer la foule pour que le match puisse reprendre. 
En 1975, Rose cogne 10 coups sûrs lors des Séries mondiales où il affiche également une moyenne au bâton de .370, aidant les Reds à remporter le titre contre les Red Sox de Boston à 4 victoires contre 3. Ses performances lui valent le titre de joueur par excellence des Séries mondiales ainsi que celui du "sportif de l'année" par le magazine Sport Illustrated.
Rose et son équipe répètent leurs exploits la saison suivante alors qu'ils balaient les Phillies de Philadelphie ainsi que les Yankees de New York pour remporter leur deuxième Série mondiale d'affilée. Depuis l'expansion des séries éliminatoires en 1969, les Reds de 1976 est la seule équipe du baseball majeur à rester invaincue lors de son parcours éliminatoire.
Le 5 mai 1978, Rose frappe son 3000e coup sûr aux dépens du partant des Expos de Montréal Steve Rogers. Il réalise son exploit devant ses partisans, au Stade Riverfront. 
Plus tard dans la saison, il égalisera le record du nombre de matches d'affilée avec un coup sûr de la Ligue Nationale, un record de 44 matches détenu par Willie Keeler depuis 1897. Un retrait contre Gene Garber mettra fin à la série l'empêchant de poursuivre le record absolu de 56, détenu par Joe DiMaggio. 

### Avec Philadelphie 1979-1983
Les Phillies de Philadelphie avaient remportés trois titres de division de 1976 à 1978, mais se montraient incapables d'atteindre les grands honneurs, se faisant éliminer au premier tour éliminatoire. Convaincus que Rose constituait l'élément manquant à leur alignement, ils lui consentent un contrat de 3.2 M $ pour 4 ans.
L'objectif sera atteint en 1980, alors que les Phillies remportent la Série mondiale contre les Royals de Kansas City à 4 victoires contre 2. 
Rose connaît sa pire saison en 1983, affichant une moyenne au bâton de .245. On le désigne alors comme frappeur suppléant, rôle dans lequel il retrouve ses repères : il claque 8 coups sûrs sur 21 tentatives, pour remonter sa moyenne à .381. Il connaît ensuite de bonnes séries éliminatoires affichant des moyennes de .375 contre les Dodgers de Los Angeles et de .313 contre les Orioles de Baltimore. Ces derniers auront toutefois le dessus sur les Phillies lors de la Série mondiale, remportée à 4 victoires contre 1. 

### 4000 coups sûrs
En 1984, Rose signe un contrat d'un an avec les Expos de Montréal. Le 13 avril, il frappe son 4000e coup sûr en carrière, un double aux dépens de Jerry Koosman des Phillies. Il devient ainsi le deuxième joueur de l'histoire du baseball, après Ty Cobb à frapper 4000 coups sûrs. 4 mois après cet exploit, le 15 août 1984, Pete Rose est échangé des Expos à son ancienne équipe, les Reds, contre Tom Lawless. À Cincinnati, Rose sera immédiatement nommé joueur-gérant, en remplacement de Vern Rapp.

### Dépassement du record de Ty Cobb
Le 11 septembre 1985, Pete Rose frappe son 4192e coup sûr en carrière, un simple au champ-centre-gauche aux dépens d'Eric Show des Padres de San Diego, pour surpasser Ty Cobb et battre le record vieux de 59 ans. 
Pete Rose prend sa retraite comme joueur après 24 saisons dans les majeures. Il est retiré sur des prises par Goose Gossage des Padres à sa dernière apparition au bâton, le 17 août 1986.

## Palmarès
- 4256 coups sûrs (1er)
- 3562 parties jouées (1er)
- 14 053 présences au bâton (1er)
- 3315 simples (1er)
- 5929 présences sur les buts (1er)
- Total de buts 5752 (7e)
- 746 doubles (2e)
- 2165 points marqués (5e)
- 1566 bases automatiques (12e)

## Carrière comme gérant

### Dossier victoires-défaites
Pete Rose fut manager des Reds de Cincinnati du 15 avril 1984 au 24 août 1989. Son dossier à la barre de l'équipe est de 426 victoires et 388 défaites. Sous ses ordres, l'équipe a terminé en seconde place dans la division Ouest de 1985 à 1988 inclusivement.

### Suspension de 30 matchs
Le 30 avril 1988, lors d'un match local, Rose pousse l'arbitre Dave Pallone pendant une discussion musclée au sujet d'une décision de l'officiel. Le manager des Reds se justifie en disant que Pallone l'aurait griffé au visage pendant le différend. Le président de la Ligue Nationale, A. Bartlett Giamatti suspend néanmoins Pete Rose pour 30 parties, ce qui constituait la plus longue suspension jamais imposée à un manager pour un incident survenu en cours de match.

## Prison
Le 20 avril 1990, Pete Rose plaide coupable à deux chefs d'accusation pour avoir menti dans ses déclarations d'impôts. Le 19 juillet 1990, il est condamné à 5 mois de prison et à une amende de 50 000 dollars. Il purge sa peine du 8 août 1990 au 7 janvier 1991 à la prison fédérale à sécurité minimale de Marion en Illinois, qui est ironiquement le lieu de naissance de Ray Fosse, le joueur dont il avait brisé l'épaule (et la carrière) en 1970. Il complète sa peine en effectuant à sa sortie de prison 1 000 heures de travaux communautaires dans des écoles de la région de Cincinnati. Il verse également à l'IRS la somme de 366 041 dollars en impôts impayés.

## Scandale des paris sportifs et exclusion du baseball majeur
Le 21 février 1989, Pete Rose quitte le camp d'entraînement des Reds de Cincinnati à Plant City en Floride pour rencontrer le commissaire du baseball, Peter Ueberroth, qui désire le rencontrer à New York au sujet de ses habitudes de gambling. Le 20 mars suivant, la MLB annonce que Rose est sous investigation, sans en préciser la nature. L'avocat John M. Dowd (en), engagé par la ligue, remet le 9 mai 1989 un volumineux rapport d'enquête de 225 pages à Bartlett Giamatti, qui a entretemps succédé à Ueberroth comme commissaire.
Pour avoir parié sur des matchs de baseball, Pete Rose est contraint d'accepter le 23 août 1989 son exclusion du baseball majeur. Le 24 août 1989,, le commissaire du baseball Bartlett Giamatti annonce que Pete Rose est banni à vie. Selon les règles, il peut demander à être réintégré un an plus tard, mais le commissaire Giamatti insiste pour faire savoir qu'aucune promesse en ce sens n'a été faite à Rose. Ce dernier dit être blessé d'être « exclu du baseball pour une très courte période », dit avoir avoué des paris, mais nie que ceux-ci aient été liés au baseball. Pete Rose est la 15e personne bannie à vie par le baseball majeur, et la première depuis 1943. 
Rose dirige son dernier match pour les Reds le 21 août 1989 — une victoire de 6-5 sur les Cubs, à Chicago — et est remplacé par Tommy Helms le lendemain. 
Huit jours après avoir exclu Pete Rose du baseball, le commissaire Bartlett Giamatti meurt subitement d'une crise cardiaque le 1er septembre 1989 à l'âge de 51 ans.
Trois ans après son exclusion, Pete Rose demande une première fois au commissaire du baseball de réexaminer son cas et, espère-t-il, de lui permettre de réintégrer le baseball. Mais cette demande est rejetée en 1992 par le commissaire Fay Vincent. Le 26 septembre 1997, il fait la même demande, cette fois auprès d'un nouveau commissaire, Bud Selig, plaidant que le rapport de John Down en 1989 n'avait pas permis de trouver de preuves « concluantes » de sa culpabilité. La requête demeure sans réponse de Selig jusqu'en février 2000, lorsque Selig refuse de renverser l'exclusion de Rose. Au cours de son long mandat de commissaire, qui va de septembre 1992 à janvier 2015, Bud Selig ne manifeste aucun désir d'admettre à nouveau Rose.

### Aveux partiels en 2004
En 2004, après avoir nié pendant 15 ans, le fait d'avoir parié sur des matchs de baseball, Pete Rose admet qu'il l'a fait, mais soutient n'avoir parié que durant ses années comme gérant des Reds, et jamais comme joueur.

### Documents découverts en 2015 et maintien de l'exclusion
En juillet 2015, Rose est autorisé à participer aux cérémonies entourant le match des étoiles 2015 à Cincinnati. En avril 2015, lorsqu'il annonce que l'ancien des Reds pourra participer à ces cérémonies, Rob Manfred, entré en fonctions en janvier précédent comme nouveau commissaire du baseball, annonce qu'il réexaminera le cas de Pete Rose.
Le 14 décembre 2015, le commissaire Manfred maintient l'exclusion à vie de Pete Rose, soulignant que l'homme âgé de 74 ans s'adonne toujours au jeu d'argent et n'était pas parvenu à présenter des « preuves crédibles » qu'il avait « reconfiguré sa vie ». Rose avait soutenu qu'il ne pariait plus sur le sport, avant d'avouer à Manfred que c'était faux. Il avait de plus soutenu qu'il n'avait jamais parié sur une défaite des Reds de Cincinnati lorsqu'il était leur gérant, pariant plutôt sur une victoire de l'équipe à chacun des matchs, s'exposant à des pertes financières mais agissant de manière à éviter de donner l'impression qu'il utilisait des stratégies différentes pour truquer le match. Or, des documents découverts par ESPN et rendus publics en juin 2015 indiquent clairement que Rose a menti : il a parié, selon ces documents, sur des matchs de baseball durant sa carrière de joueur, et rien ne confirme qu'il a placé un pari sur chaque partie des Reds lorsqu'il les dirigeait. 
Dans l'explication de sa décision, le commissaire Manfred juge « troublants » les mensonges de Rose et juge que de mettre fin à son exclusion constituerait un « risque inacceptable qu'il viole dans le futur la Règle 21, et du même coup l'intégrité du sport ». La Règle 21 prévoit l'exclusion à vie de toute personne associée au baseball majeur prise à parier sur les matchs. 
Manfred indique en revanche que la nomination de Pete Rose au Temple de la renommée du baseball est une question distincte de son exclusion du baseball, puisqu'il n'a pas autorité sur le Temple, qui a toujours refusé de considérer la candidature de Rose.

## Participation à la WWE
Entre 1998 et 2000, Rose fait des apparitions surprises lors de trois événements WrestleMania, où il subit chaque fois une prise du lutteur Kane (aussi surnommé « The Big Red Machine »). Rose continuera de se faire attaquer ponctuellement par Kane lors de segments promotionnels, dans ce qui devient un gag récurrent.
En 2004, Rose est la première célébrité intronisée au WWE Hall of Fame. 

## Vie personnelle
Pete Rose est le père du joueur de baseball Pete Rose, Jr.